# Igreja Presbiteriana de Vila Nova (Goiânia)
A Igreja Presbiteriana de Vila Nova  (IPVN) é uma igreja federada da Igreja Presbiteriana do Brasil, sob a e jurisdição do Presbitério Leste de Goiânia e Sínodo Brasil Central..
A igreja é conhecida por ser um local comum para a realização de casamentos na cidade, bem como pela ampla participação de seus membros em atividades públicas.

## História
A IPVN foi fundada em 11 de junho de 1946, como congregação da Primeira Igreja Presbiteriana de Goiânia, pelo Rev. David Willianson e outros membros na Rua 217, no Setor Vila Nova, com 27 alunos na Escola Bíblica Dominical. A partir do crescimento, a igreja mudou de endereço em dezembro de 1950 e em 1958 recebeu doação de novo terreno para construir seu edifício.
Em 1960 teve início a construção das salas para a escola presbiteriana. No ano de 1966 a congregação foi organizada em igreja, com 97 membros comungantes e 87 não comungantes. 
Em 1969 a igreja iniciou a Escola Dominical no Setor Vila Morais, que seria sua congregação posteriormente. Em 1984 essa congregação foi organizada como igreja. 
Em 1984 a iniciou um ponto de pregação no Setor Crimeia Leste, que foi organizado em congregação em 1985, e igreja posteriormente. 
Em 1989 a IPVN deu início a uma congregação na Vila Concórdia. Seis anos depois, em 1995, teve início a congregação presbiteriana na cidade de Morrinhos e em 1997 a IPVN assumiu a congregação do Recanto das Minas Gerais. Em 2001 foi organizada a sexta congregação, dessa vez no Jardim Guanabara. 
Em 2005 as congregações da Vila Concórdia e Recanto das Minas Gerais foram organizadas como igrejas. Em 2010 a igreja iniciou nova congregação no Setor Negrão de Lima, ocupando o espaço do Seminário Presbiteriano Brasil Central. Essa congregação foi organizada como igreja 3 anos depois, em 2013, com o nome Igreja Presbiteriana Nova Aliança.
Em 2011 outra congregação foi formada, dessa vez em parceria com a Junta de Missões Nacionais da Igreja Presbiteriana do Brasil. Essa congregação deu origem à Igreja Presbiteriana Vida.
Em 2015 as duas congregações remanescentes, de Morrinhos e Jardim Guanabara, também formam organizadas como igrejas, totalizando 7 igrejas filhas organizadas através do trabalho da IPNV. Além disso, a IPNV possue congregação no Setor Jardim das Oliveiras e ponto de pregação em Nerópolis. 
.

## Arquitetura
Em 2016, a IPVN foi eleita como uma das 16 igrejas para conhecer por dentro e por fora em Goiânia pelo seu estilo arquitetônico singular na cidade, visto sua arquitetura moderna. A igreja possui estrutura triangular de concreto na frente.

## Doutrina
Como uma igreja federada a Igreja Presbiteriana do Brasil a IPC subscreve a Confissão de Fé de Westminster, Breve Catecismo de Westminster e Catecismo Maior de Westminster. É uma igreja reformada, confessional, calvinista e não ordena mulheres..